# 2016년 하계 올림픽 배구 여자
2016년 하계 올림픽 배구 여자 경기는 브라질 리우데자네이루에서 8월 6일부터 8월 20일까지 열렸다. 중국 대표팀이 결승에서 세르비아를 이기고 이 종목에서 세번째 올림픽 금메달을 획득했다. 미국 대표팀은 네덜란드를 이기고 동메달을 획득했다.

## 예선
예선을 거쳐 국가 올림픽 위원회별로 한 팀씩 총 12팀이 본선에 참가했다.
배구 여자 예선 통과 국가 목록이다.
| 본선 진출 자격         | 날짜                  | 장소                | 할당 | 국가           |
| ---------------------- | --------------------- | ------------------- | ---- | -------------- |
| 주최국                 | 2009년 10월2일        | 덴마크 코펜하겐     | 1    | 브라질         |
| 2015년 월드컵 1-2위    | 2015년 8월22일~9월6일 | 일본                | 2    | 중화인민공화국 |
| 2015년 월드컵 1-2위    | 2015년 8월22일~9월6일 | 일본                | 2    | 세르비아       |
| 유럽 대표              | 2016년 1월4~9일       | 튀르키예 앙카라     | 1    | 러시아         |
| 북중미 대표            | 2016년 1월7~9일       | 미국 링컨           | 1    | 미국           |
| 남미 대표              | 2016년 1월6~10일      | 아르헨티나 바릴로체 | 1    | 아르헨티나     |
| 아프리카 대표          | 2016년 2월12~16일     | 카메룬 야운데       | 1    | 카메룬         |
| 아시아·오세아니아 대표 | 2016년 5월14~22일     | 일본 도쿄           | 1    | 일본           |
| 세계 예선1 상위팀      | 2016년 5월14~22일     | 일본 도쿄           | 3    | 이탈리아       |
| 세계 예선1 상위팀      | 2016년 5월14~22일     | 일본 도쿄           | 3    | 네덜란드       |
| 세계 예선1 상위팀      | 2016년 5월14~22일     | 일본 도쿄           | 3    | 대한민국       |
| 세계 예선2 1위         | 2016년 5월20~22일     | 푸에르토리코 산후앙 | 1    | 푸에르토리코   |
| 합계                   | 합계                  | 합계                | 12   |                |

## 본선 조편성
2015년 10월 세계 순위를 기준으로 해서 12개 팀을 서펀틴 방식으로 두개 조로 나누어 편성했다. 서펀틴 방식은 상위 2개 팀을 같은 조에 배정하고 그 아래 순위 2팀은 다른 조에 배정하는 식으로 조를 나누는 것이다. 하지만 주최국인 브라질은 순위와 상관 없이 A조에 1번 시드를 받았다. 조 편성은 2016년 5월23일 확정됐다. 괄호안의 숫자는 세계 순위다.
| A조             | B조                |
| --------------- | ------------------ |
| 브라질 (주최국) | 미국 (1)           |
| 러시아 (4)      | 중화인민공화국 (2) |
| 일본 (5)        | 세르비아 (6)       |
| 대한민국 (9)    | 이탈리아 (8)       |
| 아르헨티나 (12) | 네덜란드 (14)      |
| 카메룬 (21)     | 푸에르토리코 (16)  |

## 조별 예선
12개국 팀이 두 조로 나뉘어 리그전을 펼친 뒤, 각조 상위 4개 팀이 8강에 진출한다. 3-0 또는 3-1로 이기면 승점 3점, 3-2로 이기면 승점 2점, 2-3으로 지면 승점 1점이 부여된다. 0-3 또는 1-3으로 지면 승점이 없다.

### A조 순위표
| 순위 | 팀         | 경기 | 승리 | 패배 | 승점 | 얻은 세트 | 잃은 세트 | 세트 득실 | 얻은 점수 | 잃은 점수 | 점수 득실 | 통과 |
| ---- | ---------- | ---- | ---- | ---- | ---- | --------- | --------- | --------- | --------- | --------- | --------- | ---- |
| 1    | 브라질 (H) | 5    | 5    | 0    | 15   | 15        | 0         | —         | 377       | 272       | 1.386     | 8강  |
| 2    | 러시아     | 5    | 4    | 1    | 12   | 12        | 4         | 3.000     | 393       | 323       | 1.217     | 8강  |
| 3    | 대한민국   | 5    | 3    | 2    | 9    | 10        | 7         | 1.429     | 384       | 372       | 1.032     | 8강  |
| 4    | 일본       | 5    | 2    | 3    | 6    | 7         | 9         | 0.778     | 347       | 364       | 0.953     | 8강  |
| 5    | 아르헨티나 | 5    | 1    | 4    | 2    | 3         | 14        | 0.214     | 319       | 407       | 0.784     |      |
| 6    | 카메룬     | 5    | 0    | 5    | 1    | 2         | 15        | 0.133     | 328       | 410       | 0.800     |      |

### A조 경기 일정
- (경기장: 브라질 리우데자네이루, 히나시우 두 마라카나지우. 시간은 브라질 현지 기준이며 한국 시간은 이보다 12시간 빠름.)

| 2016년 8월 6일 09:30 | 일본                           | 1-3 | 대한민국 | 경기장: 마라카낭지뉴 관중: 5,760 심판: 데니 세스페데스 패트리시아 롤프 |
| 2016년 8월 6일 09:30 | ( 25-19, 15-25, 17-25, 21-25 ) |     |          | 경기장: 마라카낭지뉴 관중: 5,760 심판: 데니 세스페데스 패트리시아 롤프 |
| 2016년 8월 6일 09:30 | 기록지상세 통계                |     |          | 경기장: 마라카낭지뉴 관중: 5,760 심판: 데니 세스페데스 패트리시아 롤프 |

| 2016년 8월 6일 15:00 | 브라질                  | 3-0 | 카메룬 | 경기장: 마라카낭지뉴 관중: 7,890 심판: 하이케 크라프트 쟝리우 |
| 2016년 8월 6일 15:00 | ( 25-14, 25-21, 25-13 ) |     |        | 경기장: 마라카낭지뉴 관중: 7,890 심판: 하이케 크라프트 쟝리우 |
| 2016년 8월 6일 15:00 | 기록지상세 통계         |     |        | 경기장: 마라카낭지뉴 관중: 7,890 심판: 하이케 크라프트 쟝리우 |

| 2016년 8월 6일 20:30 | 러시아                  | 3-0 | 아르헨티나 | 경기장: 마라카낭지뉴 관중: 5,437 심판: 이브라힘 알나마 루이스 마시아스 |
| 2016년 8월 6일 20:30 | ( 25-13, 25-10, 25-16 ) |     |            | 경기장: 마라카낭지뉴 관중: 5,437 심판: 이브라힘 알나마 루이스 마시아스 |
| 2016년 8월 6일 20:30 | 기록지상세 통계         |     |            | 경기장: 마라카낭지뉴 관중: 5,437 심판: 이브라힘 알나마 루이스 마시아스 |

| 2016년 8월 8일 11:35 | 일본                        | 3-0 | 카메룬 | 경기장: 마라카낭지뉴 관중: 5,400 심판: 로게리우 에스피칼스키 에르냔 카사미켈라 |
| 2016년 8월 8일 11:35 | (25 - 20, 25 - 15, 25 - 17) |     |        | 경기장: 마라카낭지뉴 관중: 5,400 심판: 로게리우 에스피칼스키 에르냔 카사미켈라 |
| 2016년 8월 8일 11:35 | 기록지상세 통계             |     |        | 경기장: 마라카낭지뉴 관중: 5,400 심판: 로게리우 에스피칼스키 에르냔 카사미켈라 |

| 2016년 8월 8일 20:30 | 러시아                       | 3-1 | 대한민국 | 경기장: 마라카낭지뉴 관중: 5,398 심판: 피오트르 두데크 이브라힘 알나마 |
| 2016년 8월 8일 20:30 | (25-23, 23-25, 25-23, 25-14) |     |          | 경기장: 마라카낭지뉴 관중: 5,398 심판: 피오트르 두데크 이브라힘 알나마 |
| 2016년 8월 8일 20:30 | 기록지 상세 통계             |     |          | 경기장: 마라카낭지뉴 관중: 5,398 심판: 피오트르 두데크 이브라힘 알나마 |

| 2016년 8월 8일 22:35 | 브라질                  | 3-0 | 아르헨티나 | 경기장: 마라카낭지뉴 관중: 7,651 심판: 나스르 샤반 파브리치오 파스칼리 |
| 2016년 8월 8일 22:35 | ( 25-16, 25-19, 25-11 ) |     |            | 경기장: 마라카낭지뉴 관중: 7,651 심판: 나스르 샤반 파브리치오 파스칼리 |
| 2016년 8월 8일 22:35 | 기록지 상세 통계        |     |            | 경기장: 마라카낭지뉴 관중: 7,651 심판: 나스르 샤반 파브리치오 파스칼리 |

| 2016년 8월 10일 17:05 | 러시아                  | 3-0 | 카메룬 | 경기장: 마라카낭지뉴 관중: 6,396 심판: 이브라힘 알나마 모함마드 샤미리 |
| 2016년 8월 10일 17:05 | ( 25-19, 25-22, 25-23 ) |     |        | 경기장: 마라카낭지뉴 관중: 6,396 심판: 이브라힘 알나마 모함마드 샤미리 |
| 2016년 8월 10일 17:05 | 기록지 상세 통계        |     |        | 경기장: 마라카낭지뉴 관중: 6,396 심판: 이브라힘 알나마 모함마드 샤미리 |

| 2016년 8월 10일 20:30 | 대한민국                | 3-0 | 아르헨티나 | 경기장: 마라카낭지뉴 관중: 7,248 심판: 패트리시아 롤프 타오우피크 부다야 |
| 2016년 8월 10일 20:30 | ( 25-18, 25-20, 25-23 ) |     |            | 경기장: 마라카낭지뉴 관중: 7,248 심판: 패트리시아 롤프 타오우피크 부다야 |
| 2016년 8월 10일 20:30 | 기록지 상세 통계        |     |            | 경기장: 마라카낭지뉴 관중: 7,248 심판: 패트리시아 롤프 타오우피크 부다야 |

| 2016년 8월 10일 22:35 | 브라질                  | 3-0 | 일본 | 경기장: 마라카낭지뉴 관중: 8,759 심판: 수사나 로드리게스 루이스 마시아스 |
| 2016년 8월 10일 22:35 | ( 25-18, 25-18, 25-22 ) |     |      | 경기장: 마라카낭지뉴 관중: 8,759 심판: 수사나 로드리게스 루이스 마시아스 |
| 2016년 8월 10일 22:35 | 기록지 상세 통계        |     |      | 경기장: 마라카낭지뉴 관중: 8,759 심판: 수사나 로드리게스 루이스 마시아스 |

| 2016년 8월 12일 11:35 | 아르헨티나                           | 3-2 | 카메룬 | 경기장: 마라카낭지뉴 관중: 5,345 심판: 타오우피크 부다야 아르투로 디 지아코모 |
| 2016년 8월 12일 11:35 | ( 19-25, 25-19, 26-28, 25-21, 15-13) |     |        | 경기장: 마라카낭지뉴 관중: 5,345 심판: 타오우피크 부다야 아르투로 디 지아코모 |
| 2016년 8월 12일 11:35 | 기록지 상세 통계                     |     |        | 경기장: 마라카낭지뉴 관중: 5,345 심판: 타오우피크 부다야 아르투로 디 지아코모 |

| 2016년 8월 12일 20:30 | 러시아                  | 3-0 | 일본 | 경기장: 마라카낭지뉴 관중: 7,448 심판: 모함마드 샤미리 하이케 크라프트 |
| 2016년 8월 12일 20:30 | ( 25-14, 30-28, 25-18 ) |     |      | 경기장: 마라카낭지뉴 관중: 7,448 심판: 모함마드 샤미리 하이케 크라프트 |
| 2016년 8월 12일 20:30 | 기록지 상세 통계        |     |      | 경기장: 마라카낭지뉴 관중: 7,448 심판: 모함마드 샤미리 하이케 크라프트 |

| 2016년 8월 12일 22:35 | 브라질                  | 3-0 | 대한민국 | 경기장: 마라카낭지뉴 관중: 8,790 심판: 패트리시아 롤프 쟝리우 |
| 2016년 8월 12일 22:35 | ( 25-17, 25-13, 27-25 ) |     |          | 경기장: 마라카낭지뉴 관중: 8,790 심판: 패트리시아 롤프 쟝리우 |
| 2016년 8월 12일 22:35 | 기록지 상세 통계        |     |          | 경기장: 마라카낭지뉴 관중: 8,790 심판: 패트리시아 롤프 쟝리우 |

| 2016년 8월 14일 11:35 | 대한민국                | 3-0 | 카메룬 | 경기장: 마라카낭지뉴 관중: 6,893 심판: 루이스 마시아스 로게리우 에스피칼스키 |
| 2016년 8월 14일 11:35 | ( 25-16, 25-22, 25-20 ) |     |        | 경기장: 마라카낭지뉴 관중: 6,893 심판: 루이스 마시아스 로게리우 에스피칼스키 |
| 2016년 8월 14일 11:35 | 기록지 상세 통계        |     |        | 경기장: 마라카낭지뉴 관중: 6,893 심판: 루이스 마시아스 로게리우 에스피칼스키 |

| 2016년 8월 14일 20:30 | 일본                    | 3-0 | 아르헨티나 | 경기장: 마라카낭지뉴 관중: 5,939 심판: 데니 세스페데스 파브리치오 파스칼리 |
| 2016년 8월 14일 20:30 | ( 25-23, 25-16, 26-24 ) |     |            | 경기장: 마라카낭지뉴 관중: 5,939 심판: 데니 세스페데스 파브리치오 파스칼리 |
| 2016년 8월 14일 20:30 | 기록지 상세 통계        |     |            | 경기장: 마라카낭지뉴 관중: 5,939 심판: 데니 세스페데스 파브리치오 파스칼리 |

| 2016년 8월 14일 22:35 | 브라질                  | 3-0 | 러시아 | 경기장: 마라카낭지뉴 관중: 8,892 심판: 나스르 샤반 타오우피크 부다야 |
| 2016년 8월 14일 22:35 | ( 25-23, 25-21, 25-21 ) |     |        | 경기장: 마라카낭지뉴 관중: 8,892 심판: 나스르 샤반 타오우피크 부다야 |
| 2016년 8월 14일 22:35 | 기록지 상세 통계        |     |        | 경기장: 마라카낭지뉴 관중: 8,892 심판: 나스르 샤반 타오우피크 부다야 |

### B조 순위 표
| 순위 | 팀             | 경기 | 승리 | 패배 | 승점 | 얻은 세트 | 잃은 세트 | 세트 득실 | 얻은 점수 | 잃은 점수 | 점수 득실 | 통과 |
| ---- | -------------- | ---- | ---- | ---- | ---- | --------- | --------- | --------- | --------- | --------- | --------- | ---- |
| 1    | 미국           | 5    | 5    | 0    | 14   | 15        | 5         | 3.000     | 470       | 400       | 1.175     | 8강  |
| 2    | 네덜란드       | 5    | 4    | 1    | 11   | 14        | 7         | 2.000     | 455       | 425       | 1.071     | 8강  |
| 3    | 세르비아       | 5    | 3    | 2    | 10   | 12        | 6         | 2.000     | 410       | 394       | 1.041     | 8강  |
| 4    | 중화인민공화국 | 5    | 2    | 3    | 7    | 9         | 9         | 1.000     | 398       | 389       | 1.023     | 8강  |
| 5    | 이탈리아       | 5    | 1    | 4    | 3    | 4         | 12        | 0.333     | 351       | 374       | 0.939     |      |
| 6    | 푸에르토리코   | 5    | 0    | 5    | 0    | 0         | 15        | 0.000     | 277       | 379       | 0.731     |      |

### B조 경기 일정
- (경기장: 브라질 리우데자네이루, 히나시우 두 마라카나지우. 시간은 브라질 현지 기준이며 한국 시간은 이보다 12시간 빠름.)

| 2016년 8월 6일 11:35 | 중화인민공화국                        | 2-3 | 네덜란드 | 경기장: 마라카낭지뉴 관중: 6,410 심판: 수사나 로드리게스 파울루 투르시 |
| 2016년 8월 6일 11:35 | ( 23-25, 21-25, 25-18, 22-25, 13-15 ) |     |          | 경기장: 마라카낭지뉴 관중: 6,410 심판: 수사나 로드리게스 파울루 투르시 |
| 2016년 8월 6일 11:35 | 기록지 상세 통계                      |     |          | 경기장: 마라카낭지뉴 관중: 6,410 심판: 수사나 로드리게스 파울루 투르시 |

| 2016년 8월 6일 17:05 | 미국                    | 3-0 | 푸에르토리코 | 경기장: 마라카낭지뉴 관중: 6,832 심판: 타오우피크 부다야 강주희 |
| 2016년 8월 6일 17:05 | ( 25-17, 25-22, 25-17 ) |     |              | 경기장: 마라카낭지뉴 관중: 6,832 심판: 타오우피크 부다야 강주희 |
| 2016년 8월 6일 17:05 | 기록지 상세 통계        |     |              | 경기장: 마라카낭지뉴 관중: 6,832 심판: 타오우피크 부다야 강주희 |

| 2016년 8월 6일 22:35 | 세르비아                | 3-0 | 이탈리아 | 경기장: 마라카낭지뉴 관중: 4,373 심판: 피오트르 두데크 아르투로 디 지아코모 |
| 2016년 8월 6일 22:35 | ( 27-25, 25-20, 25-23 ) |     |          | 경기장: 마라카낭지뉴 관중: 4,373 심판: 피오트르 두데크 아르투로 디 지아코모 |
| 2016년 8월 6일 22:35 | 기록지 상세 통계        |     |          | 경기장: 마라카낭지뉴 관중: 4,373 심판: 피오트르 두데크 아르투로 디 지아코모 |

| 2016년 8월 8일 09:30 | 중화인민공화국          | 3-0 | 이탈리아 | 경기장: 마라카낭지뉴 관중: 4,804 심판: 패트리시아 롤프 파울루 투르시 |
| 2016년 8월 8일 09:30 | ( 25-21, 25-21, 25-16 ) |     |          | 경기장: 마라카낭지뉴 관중: 4,804 심판: 패트리시아 롤프 파울루 투르시 |
| 2016년 8월 8일 09:30 | 기록지 상세 통계        |     |          | 경기장: 마라카낭지뉴 관중: 4,804 심판: 패트리시아 롤프 파울루 투르시 |

| 2016년 8월 8일 15:00 | 미국                                 | 3-2 | 네덜란드 | 경기장: 마라카낭지뉴 관중: 5,455 심판: 모함마드 샤미리 주라야 모크리 |
| 2016년 8월 8일 15:00 | ( 18-25, 25-18, 21-25, 25-20, 15-8 ) |     |          | 경기장: 마라카낭지뉴 관중: 5,455 심판: 모함마드 샤미리 주라야 모크리 |
| 2016년 8월 8일 15:00 | 기록지 상세 통계                     |     |          | 경기장: 마라카낭지뉴 관중: 5,455 심판: 모함마드 샤미리 주라야 모크리 |

| 2016년 8월 8일 17:05 | 세르비아                | 3-0 | 푸에르토리코 | 경기장: 마라카낭지뉴 관중: 5,730 심판: 강주희 안드레이 제노비치 |
| 2016년 8월 8일 17:05 | ( 29-27, 25-18, 25-20 ) |     |              | 경기장: 마라카낭지뉴 관중: 5,730 심판: 강주희 안드레이 제노비치 |
| 2016년 8월 8일 17:05 | 기록지 상세 통계        |     |              | 경기장: 마라카낭지뉴 관중: 5,730 심판: 강주희 안드레이 제노비치 |

| 2016년 8월 10일 09:30 | 중화인민공화국          | 3-0 | 푸에르토리코 | 경기장: 마라카낭지뉴 관중: 4,386 심판: 하이케 크라프트 강주희 |
| 2016년 8월 10일 09:30 | ( 25-20, 25-17, 25-18 ) |     |              | 경기장: 마라카낭지뉴 관중: 4,386 심판: 하이케 크라프트 강주희 |
| 2016년 8월 10일 09:30 | 기록지 상세 통계        |     |              | 경기장: 마라카낭지뉴 관중: 4,386 심판: 하이케 크라프트 강주희 |

| 2016년 8월 10일 11:35 | 이탈리아                | 0-3 | 네덜란드 | 경기장: 마라카낭지뉴 관중: 5,539 심판: 주라야 모크리 나스르 샤반 |
| 2016년 8월 10일 11:35 | ( 21-25, 20-25, 20-25 ) |     |          | 경기장: 마라카낭지뉴 관중: 5,539 심판: 주라야 모크리 나스르 샤반 |
| 2016년 8월 10일 11:35 | 기록지 상세 통계        |     |          | 경기장: 마라카낭지뉴 관중: 5,539 심판: 주라야 모크리 나스르 샤반 |

| 2016년 8월 10일 15:00 | 미국                           | 3-1 | 세르비아 | 경기장: 마라카낭지뉴 관중: 7,134 심판: 에르냔 카사미켈라 로게리우 에스피칼스키 |
| 2016년 8월 10일 15:00 | ( 25-17, 21-25, 25-18, 25-19 ) |     |          | 경기장: 마라카낭지뉴 관중: 7,134 심판: 에르냔 카사미켈라 로게리우 에스피칼스키 |
| 2016년 8월 10일 15:00 | 기록지 상세 통계               |     |          | 경기장: 마라카낭지뉴 관중: 7,134 심판: 에르냔 카사미켈라 로게리우 에스피칼스키 |

| 2016년 8월 12일 09:30 | 중화인민공화국          | 0-3 | 세르비아 | 경기장: 마라카낭지뉴 관중: 3,509 심판: 강주희 수사나 로드리게스 |
| 2016년 8월 12일 09:30 | ( 19-25, 19-25, 22-25 ) |     |          | 경기장: 마라카낭지뉴 관중: 3,509 심판: 강주희 수사나 로드리게스 |
| 2016년 8월 12일 09:30 | 기록지 상세 통계        |     |          | 경기장: 마라카낭지뉴 관중: 3,509 심판: 강주희 수사나 로드리게스 |

| 2016년 8월 12일 15:00 | 미국                           | 3-1 | 이탈리아 | 경기장: 마라카낭지뉴 관중: 7,243 심판: 로게리우 에스피칼스키 데니 세스페데스 |
| 2016년 8월 12일 15:00 | ( 25-22, 25-22, 23-25, 25-20 ) |     |          | 경기장: 마라카낭지뉴 관중: 7,243 심판: 로게리우 에스피칼스키 데니 세스페데스 |
| 2016년 8월 12일 15:00 | 기록지 상세 통계               |     |          | 경기장: 마라카낭지뉴 관중: 7,243 심판: 로게리우 에스피칼스키 데니 세스페데스 |

| 2016년 8월 12일 17:05 | 네덜란드                | 3-0 | 푸에르토리코 | 경기장: 마라자낭지뉴 관중: 6,742 심판: 이브라힘 알나마 에르냔 카사미켈라 |
| 2016년 8월 12일 17:05 | ( 25-14, 25-22, 25-16 ) |     |              | 경기장: 마라자낭지뉴 관중: 6,742 심판: 이브라힘 알나마 에르냔 카사미켈라 |
| 2016년 8월 12일 17:05 | 기록지 상세 통계        |     |              | 경기장: 마라자낭지뉴 관중: 6,742 심판: 이브라힘 알나마 에르냔 카사미켈라 |

| 2016년 8월 14일 09:30 | 세르비아                             | 2-3 | 네덜란드 | 경기장: 마라카낭지뉴 관중: 6,387 심판: 수사나 로드리게스 안드레이 제노비치 |
| 2016년 8월 14일 09:30 | ( 22-25, 20-25, 25-22, 25-18, 8-15 ) |     |          | 경기장: 마라카낭지뉴 관중: 6,387 심판: 수사나 로드리게스 안드레이 제노비치 |
| 2016년 8월 14일 09:30 | 기록지 상세 통계                     |     |          | 경기장: 마라카낭지뉴 관중: 6,387 심판: 수사나 로드리게스 안드레이 제노비치 |

| 2016년 8월 14일 15:00 | 이탈리아                | 3-0 | 푸에르토리코 | 경기장: 마라카낭지뉴 관중: 7,225 심판: 강주희 패트리시아 롤프 |
| 2016년 8월 14일 15:00 | ( 25-14, 25-13, 25-22 ) |     |              | 경기장: 마라카낭지뉴 관중: 7,225 심판: 강주희 패트리시아 롤프 |
| 2016년 8월 14일 15:00 | 기록지 상세 통계        |     |              | 경기장: 마라카낭지뉴 관중: 7,225 심판: 강주희 패트리시아 롤프 |

| 2016년 8월 14일 17:05 | 미국                           | 3-1 | 중화인민공화국 | 경기장: 마라카낭지뉴 관중: 6,897 심판: 하이케 크라프트 주라야 모크리 |
| 2016년 8월 14일 17:05 | ( 22-25, 25-17, 25-19, 25-19 ) |     |                | 경기장: 마라카낭지뉴 관중: 6,897 심판: 하이케 크라프트 주라야 모크리 |
| 2016년 8월 14일 17:05 | 기록지 상세 통계               |     |                | 경기장: 마라카낭지뉴 관중: 6,897 심판: 하이케 크라프트 주라야 모크리 |

## 8강 토너먼트

### 대진표
|  | 8강전             | 8강전    |                |   | 4강전   | 4강전   |  |  | 결승전 | 결승전 |
|  |                   |          |                |   |         |         |  |  |        |        |
|  | 8월16일 22:15     |          |                |   |         |         |  |  |        |        |
|  |                   |          |                |   |         |         |  |  |        |        |
|  | A1 브라질         | 2        |                |   |         |         |  |  |        |        |
|  | A1 브라질         | 2        | 8월18일        |   |         |         |  |  |        |        |
|  | B4 중화인민공화국 | 3        |                |   |         |         |  |  |        |        |
|  | B4 중화인민공화국 | 3        | 중화인민공화국 | 3 |         |         |  |  |        |        |
|  | 8월16일 10:00     |          | 중화인민공화국 | 3 |         |         |  |  |        |        |
|  |                   | 네덜란드 | 1              |   |         |         |  |  |        |        |
|  | A3 대한민국       | 네덜란드 | 1              | 1 |         |         |  |  |        |        |
|  | A3 대한민국       |          | 8월20일        | 1 |         |         |  |  |        |        |
|  | B2 네덜란드       | 3        |                |   |         |         |  |  |        |        |
|  | B2 네덜란드       | 3        | 중화인민공화국 | 3 |         |         |  |  |        |        |
|  | 8월16일 18:00     |          | 중화인민공화국 | 3 |         |         |  |  |        |        |
|  |                   | 세르비아 | 1              |   |         |         |  |  |        |        |
|  | A2 러시아         | 세르비아 | 1              | 0 |         |         |  |  |        |        |
|  | A2 러시아         | 8월18일  |                | 0 |         |         |  |  |        |        |
|  | B3 세르비아       | 3        |                |   |         |         |  |  |        |        |
|  | B3 세르비아       | 3        | 세르비아       | 3 |         |         |  |  |        |        |
|  | 8월16일 14:00     |          | 세르비아       | 3 |         |         |  |  |        |        |
|  |                   | 미국     | 2              |   | 3·4위전 | 3·4위전 |  |  |        |        |
|  | A4 일본           | 미국     | 2              | 0 | 3·4위전 | 3·4위전 |  |  |        |        |
|  | A4 일본           |          | 8월20일        | 0 |         |         |  |  |        |        |
|  | B1 미국           | 3        |                |   |         |         |  |  |        |        |
|  | B1 미국           | 3        | 네덜란드       | 1 |         |         |  |  |        |        |
|  |                   |          |                |   |         |         |  |  |        |        |
|  | 미국              | 3        |                |   |         |         |  |  |        |        |
|  | 미국              | 3        |                |   |         |         |  |  |        |        |

### 8강전
- (경기장: 브라질 리우데자네이루, 히나시우 두 마라카나지우. 시간은 브라질 현지 기준이며 한국 시간은 이보다 12시간 빠름.)

| 2016년 8월 16일 10:00 | 대한민국                       | 1-3 | 네덜란드 | 경기장: 마라카낭지뉴 관중: 6,351 심판: 패트리시아 롤프 나스르 샤반 |
| 2016년 8월 16일 10:00 | ( 19-25, 14-25, 25-23, 20-25 ) |     |          | 경기장: 마라카낭지뉴 관중: 6,351 심판: 패트리시아 롤프 나스르 샤반 |
| 2016년 8월 16일 10:00 | 기록지 상세 통계               |     |          | 경기장: 마라카낭지뉴 관중: 6,351 심판: 패트리시아 롤프 나스르 샤반 |

| 2016년 8월 16일 14:00 | 일본                    | 0-3 | 미국 | 경기장: 마라카낭지뉴 관중: 7,226 심판: 파울루 투르시 하이케 크라프트 |
| 2016년 8월 16일 14:00 | ( 16-25, 23-25, 22-25 ) |     |      | 경기장: 마라카낭지뉴 관중: 7,226 심판: 파울루 투르시 하이케 크라프트 |
| 2016년 8월 16일 14:00 | 기록지 상세 통계        |     |      | 경기장: 마라카낭지뉴 관중: 7,226 심판: 파울루 투르시 하이케 크라프트 |

| 2016년 8월 16일 18:00 | 러시아                 | 0-3 | 세르비아 | 경기장: 마라카낭지뉴 관중: 7,121 심판: 수사나 로드리게스 에르냔 카사미켈라 |
| 2016년 8월 16일 18:00 | ( 9-25, 22-25, 21-25 ) |     |          | 경기장: 마라카낭지뉴 관중: 7,121 심판: 수사나 로드리게스 에르냔 카사미켈라 |
| 2016년 8월 16일 18:00 | 기록지 상세 통계       |     |          | 경기장: 마라카낭지뉴 관중: 7,121 심판: 수사나 로드리게스 에르냔 카사미켈라 |

| 2016년 8월 16일 22:15 | 브라질                                | 2-3 | 중화인민공화국 | 경기장: 마라카낭지뉴 관중: 9,498 심판: 피오트르 두데크 블라디미르 시모노비치 |
| 2016년 8월 16일 22:15 | ( 25-15, 23-25, 22-25, 25-22, 13-25 ) |     |                | 경기장: 마라카낭지뉴 관중: 9,498 심판: 피오트르 두데크 블라디미르 시모노비치 |
| 2016년 8월 16일 22:15 | 기록지 상세 통계                      |     |                | 경기장: 마라카낭지뉴 관중: 9,498 심판: 피오트르 두데크 블라디미르 시모노비치 |

### 4강전
| 2016년 8월 18일 13:00 | 세르비아                            | 3–2 | 미국 | 경기장: 마라카낭지뉴 관중: 5,837 심판: 안드레이 제노비치 나스르 샤반 |
| 2016년 8월 18일 13:00 | (20–25, 25–17, 25–21, 16–25, 15–13) |     |      | 경기장: 마라카낭지뉴 관중: 5,837 심판: 안드레이 제노비치 나스르 샤반 |
| 2016년 8월 18일 13:00 | 기록지 상세 통계                    |     |      | 경기장: 마라카낭지뉴 관중: 5,837 심판: 안드레이 제노비치 나스르 샤반 |

| 2016년 8월 18일 22:15 | 중화인민공화국               | 3–1 | 네덜란드 | 경기장: 마라카낭지뉴 관중: 8,411 심판: 데니 세스페데스 파브리치오 파스칼리 |
| 2016년 8월 18일 22:15 | (27–25, 23–25, 29–27, 25–23) |     |          | 경기장: 마라카낭지뉴 관중: 8,411 심판: 데니 세스페데스 파브리치오 파스칼리 |
| 2016년 8월 18일 22:15 | 기록지 상세 통계             |     |          | 경기장: 마라카낭지뉴 관중: 8,411 심판: 데니 세스페데스 파브리치오 파스칼리 |

### 동메달 결정전
| 2016년 8월 20일 13:00 | 네덜란드                     | 1–3 | 미국 | 경기장: 마라카낭지뉴 관중: 7,897 심판: 파울루 투르시 피오트르 두데크 |
| 2016년 8월 20일 13:00 | (23–25, 27–25, 22–25, 19–25) |     |      | 경기장: 마라카낭지뉴 관중: 7,897 심판: 파울루 투르시 피오트르 두데크 |
| 2016년 8월 20일 13:00 | 기록지 상세 통계             |     |      | 경기장: 마라카낭지뉴 관중: 7,897 심판: 파울루 투르시 피오트르 두데크 |

### 결승전
| 2016년 8월 20일 22:15 | 중화인민공화국               | 3–1 | 세르비아 | 경기장: 마라카낭지뉴 관중: 8,773 심판: 수사나 로드리게스 패트리시아 롤프 |
| 2016년 8월 20일 22:15 | (19–25, 25–17, 25–22, 25–23) |     |          | 경기장: 마라카낭지뉴 관중: 8,773 심판: 수사나 로드리게스 패트리시아 롤프 |
| 2016년 8월 20일 22:15 | 기록지 상세 통계             |     |          | 경기장: 마라카낭지뉴 관중: 8,773 심판: 수사나 로드리게스 패트리시아 롤프 |

## 본선 심판
국제 배구 연맹이 선정한 심판 20명이 이번 올림픽 본선 경기 진행을 맡았다.
- 에르냔 카사미켈라(Hernán Casamiquela)
- 아르투로 디 지아코모(Arturo Di Giacomo)
- 로게리우 에스피칼스키(Rogerio Espicalsky)
- 파울루 투르시(Paulo Turci)
- 쟝리우(Liu Jiang)
- 데니 세스페데스(Denny Cespedes)
- 나스르 샤반(Nasr Shaaban)
- 하이케 크라프트(Heike Kraft)
- 모함마드 샤미리(Mohammad Shahmiri)
- 파브리치오 파스칼리(Fabrizio Pasquali)
- 루이스 마시아스(Luis Macias)
- 피오트르 두데크(Piotr Dudek)
- 이브라힘 알나마(Ibrahim Al-Naama)
- 안드레이 제노비치(Andrey Zenovich)
- 블라디미르 시모노비치(Vladimir Simonović)
- 주라야 모크리(Juraj Mokrý)
- 강주희
- 수사나 로드리게스(Susana Rodríguez)
- 타오우피크 부다야(Taoufik Boudaya)
- 패트리시아 롤프(Patricia Rolf)